# Slowdive
Slowdive är ett engelskt shoegazingband bildat i Reading 1989. Rachel Goswell (sång/gitarr), Neil Halstead (sång/gitarr), Christian Savill (gitarr) och Nick Chaplin (basgitarr) har varit gruppens ständiga medlemmar. De har haft tre trummisar genom åren, varav Simon Scott medverkat under längst period. Halstead skrev merparten av gruppens texter.
Bandet låg på det då mycket inflytelserika skivbolaget Creation Records, som även gav ut skivor med andra likartade grupper. Musiken är gitarrbaserad med mycket effekter och nedmixad sång, influerad av grupper som Cocteau Twins och My Bloody Valentine. Albumet Souvlaki från 1993 betraktas ofta som deras mest framstående verk. 1994 lämnade Scott gruppen och när även Savill och Chaplin hoppade av, efter utgivningen av Pygmalion, bildade de resterande medlemmarna Mojave 3. Slowdive återförenades 2014.

## Historia
Slowdive bildades i Reading i England av Neil Halstead och Rachel Goswell i oktober 1989. De två sjöng och spelade gitarr, och hade varit kompisar sedan sexårsåldern. De började skapa musik tillsammans i en söndagsungdomsgrupp där de spelade i ett indiepopband kallat The Pumpkin Fairies. Med i bandet var även basisten Mike Cottle och trummisen Adrian Sell. När de så småningom lade ner bildades istället Slowdive, bestående av Halstead, Goswell, Sell och Nick Chaplin, en vän till Sell som spelade bas. En tredje gitarrist vid namn Christian Savill, som tidigare hade spelat i gruppen Eternal, rekryterades då han var den enda personen som hade svarat på en annons från Slowdive. Även om man i annonsen efterfrågade en kvinnlig gitarrist ville Savill så gärna gå med att han var beredd att bära klänning. Namnet "Slowdive" kom från en dröm som Nick Chaplin hade upplevt.
Deras första skiva var EP:n Slowdive från 1990. Den fick entusiastiska recensioner i engelsk musikpress. Efter två fler singlar kom deras debutalbum Just for a Day 1991. Gruppens mest framgångsrika period inleddes med albumet Souvlaki 1993. Som ljudtekniker och studiomusiker bidrog även Brian Eno. Den ambienta inriktningen förstärktes med gruppens sista album Pygmalion som inte gillades av Creation Records, och en vecka efter utgivningen förlorade de skivkontraktet. En anekdot säger att Oasis vägrade skriva kontrakt med Creation så länge Slowdive fanns kvar på bolaget. Detta kan dock inte stämma då Oasis släppte sin debutsingel ett år innan Pygmalion. 
Slowdive upplöstes 1995, varefter Goswell, Halstead och McCutcheon bildade Mojave 3. I början av 2014 återförenades bandet och åkte på en ny världsturné. Inspelningar från deras nordamerikanska shower är planerade att släppas på ett livealbum.

## Medlemmar
Nuvarande medlemmar
- Rachel Goswell – sång, gitarr, tamburin (1989–1995, 2014–)
- Neil Halstead – sång, gitarr (1989–1995, 2014–)
- Christian Savill – gitarr (1989–1995, 2014–)
- Nick Chaplin – basgitarr (1989–1995, 2014–)
- Simon Scott – trummor (1990–1994, 2014–)

Tidigare medlemmar
- Adrian Sell – trummor (1989–1990)
- Neil Carter – trummor (1990)
- Ian McCutcheon – trummor (1994–1995)

## Diskografi

### Studioalbum
| 1991                                            | Just for a Day - Släppt: 2 september 1991 - Skivbolag: Creation/SBK - Format: LP, CD, kassettband | 32 |
| 1993                                            | Souvlaki - Släppt: 17 maj 1993 - Skivbolag: Creation/SBK - Format: LP, CD, kassettband            | 51 |
| 1995                                            | Pygmalion - Släppt: 6 februari 1995 - Skivbolag: Creation/EMI - Format: LP, CD, kassettband       | –  |
| 2017                                            | Slowdive - Släppt: 5 maj 2017 - Skivbolag: Dead Oceans - Format: LP, kassettband                  | 16 |
| 2023                                            | everything is alive - Släppt: 1 september 2023 - Skivbolag: Dead Oceans - Format: LP, kassettband |    |
| "—" betecknar album som inte gick in på listan. |                                                                                                   |    |

### Samlingsalbum
| 1992                                            | Blue Day - Släppt: 21 juli 1992 - Skivbolag: Creation (CRE x101/CRE CDx101) - Format: LP, CD                      | – |
| 2004                                            | Catch the Breeze - Släppt: 15 november 2004 - Skivbolag: Sanctuary Midline (SMEDD124) - Format: CD                | – |
| 2010                                            | The Shining Breeze: The Slowdive Anthology - Släppt: 4 maj 2010 - Skivbolag: Cherry Red (CDBRED 443) - Format: CD | – |
| "—" betecknar album som inte gick in på listan. | |   |

### EP och singlar
| 1990                                            | Slowdive - Släppt: 5 november 1990 - Skivbolag: Creation (CRE 093T/CRESCD 093) - Format: Vinyl, CD       | –  |
| 1991                                            | Morningrise - Släppt: 18 februari 1991 - Skivbolag: Creation (CRE 098T/CRESCD 098) - Format: Vinyl, CD   | –  |
| 1991                                            | Holding Our Breath - Släppt: 3 juni 1991 - Skivbolag: Creation (CRE 112T/CRESCD 112) - Format: Vinyl, CD | –  |
| 1991                                            | "Catch the Breeze" / "Shine" - Släppt: 3 juni 1991 - Skivbolag: Creation (CRE 112) - Format: Vinyl, CD   | 52 |
| 1993                                            | Outside Your Room EP - Släppt: 17 maj 1993 - Skivbolag: Creation (CRE 119T) - Format: Vinyl, CD          | 69 |
| 1993                                            | 5 EP - Släppt: 22 november 1993 - Skivbolag: Creation (CRE 157T/CRESCD 157) - Format: Vinyl, CD          | –  |
| "—" betecknar album som inte gick in på listan. | |    |